# Óscar Carrasco
Óscar Fernando Carrasco Carrasco (Osorno, 1973) es un periodista y político chileno, militante del Partido por la Democracia (PPD). Se desempeñó como subsecretario de Prevención del Delito durante el segundo gobierno de la presidenta Michelle Bachelet, desde 2016 hasta 2018.

## Familia y estudios
Nació en 1973, hijo de Oscar Rodolfo Carrasco Klagges y Victoria Maritza Carrasco Zúñiga. Realizó sus estudios superiores en la carrera de periodismo de la Universidad de La Frontera, y luego cursó un diplomado en ciencia política aplicada en la Facultad de Derecho y Ciencias Sociales de la Universidad Mayor. De manera posterior realizó un magíster en comunicación social de la Facultad de Educación y Humanidades de la Universidad de La Frontera y en seguridad ciudadana local e integral en el Centro de Estudios en Seguridad Ciudadana de la Universidad de Chile.[cita requerida]
Se casó en 1994 con Sandra Patricia Arellano Rodríguez, matrimonio el cual fue anulado en 2001.

## Trayectoria pública
En el ámbito profesional, se ha desempeñado en conducción de equipos, liderazgo e intervenciones territoriales; en asesoría y gestión estratégica, análisis prospectivo, manejo de crisis, gestión de conflictos y negociación, participación ciudadana; comunicación estratégica y desarrollo organizacional, entre otras.
También ha sido docente universitario en los ramos de: políticas de seguridad ciudadana, gestión de la seguridad ciudadana integral, comunicación estratégica y participación ciudadana, análisis político, gestión de proyectos, semiótica, interculturalidad, comunicación y desarrollo.
Militante del Partido por la Democracia (PPD), en las elecciones parlamentarias de 2009 se presentó como candidato a diputado por el entonces distrito n° 49 —que incluía las comunas de Curacautín, Galvarino, Lautaro, Lonquimay, Melipeuco, Perquenco, Victoria y Vilcún—, en dichos comicios obtuvo a 12.741 votos, correspondientes el 19.1% de los sufragios válidos totales, sin resultar electo.
Con ocasión del segundo gobierno de Michelle Bachelet, entre marzo de 2014 y noviembre de 2016, se desempeñó como jefe de gabinete del ministro de Transportes y Telecomunicaciones, Andrés Gómez-Lobo. A partir del 14 de diciembre de 2016 asumió el cargo de subsecretario de Prevención del Delito, designado por la presidenta Bachelet, dónde se mantuvo hasta el final del gobierno el 11 de marzo de 2018.
Posteriormente, desde julio de 2021 hasta agosto de 2022, actuó como director de Seguridad en la Municipalidad de Temuco. Dejó dicho cargo, y en agosto de 2022 fue nombrado como secretario ejecutivo del Programa de Fiscalización del Ministerio de Transportes y Telecomunicaciones, bajo el gobierno de Gabriel Boric.[cita requerida]

## Historial electoral

### Elecciones parlamentarias de 2009
- Elecciones parlamentarias de 2009, candidato a diputado por el Distrito N°49 (Curacautín, Galvarino, Lautaro, Lonquimay, Melipeuco, Perquenco, Victoria y Vilcún)[5]